# Pseudomyrmex apache
Pseudomyrmex apache es una especie de hormiga del género Pseudomyrmex, subfamilia Pseudomyrmecinae. Fue descrita por Creighton en 1953.
Mide alrededor de 5 mm. Se encuentra en el sur de Estados Unidos y en México. Es de hábitats desérticos, especialmente cerca de robles y de mezquites, en los que anida.